# Gerhard Krampe
Gerhard Krampe (* 11. Mai 1891 in Hamm; † 14. Oktober 1980) war ein deutscher Politiker (CDU). Er war von 1954 bis 1966 Mitglied des Landtags von Nordrhein-Westfalen.

## Leben
Nach der Volksschule machte Gerhard Krampe eine Lehre als Drahtzieher. Er wurde 1909 Mitglied des Christlichen Metallarbeiterverbandes.
Nach dem Zweiten Weltkrieg wurde er Mitglied der IG Metall, trat in die CDU ein und wurde CDU-Ortsvorsitzender für Hamm-Süd. 1946 wurde er Mitglied des Hammer Stadtrats und übernahm dort den stellvertretenden Vorsitz der CDU-Fraktion. Er war Mitglied des Polizeibeirats der Stadt Hamm sowie des Regierungsbezirks Arnsberg. Krampe wurde bei der Landtagswahl im Jahr 1954 als Direktkandidat der CDU im Wahlkreis 114 (Hamm) in den nordrhein-westfälischen Landtag gewählt und bei den beiden folgenden Wahlen 1958 und 1962 wiedergewählt. Krampe war Abgeordneter vom 13. Juli 1954 bis zum 23. Juli 1966.
Krampe war Vorstandsmitglied des westdeutschen Verbandes der Katholischen Arbeiterbewegung (KAB) und Vorsitzender des Verbandes der Katholischen Siedler für das Land Nordrhein-Westfalen.

## Ehrungen
- Großes Bundesverdienstkreuz (12. Juli 1961)[1]
- Ehrenbürger der Stadt Hamm (1971)